# كلكنتيت
الكلكنتيت أو الزَّاج القُبْرُصِيّ أو الزَّاج القِبْرِسِيّ أو كبريتات النحاس المُمَيَّأَة هي سلفات معدنية قابلة للذوبان في الماء ذات لون أزرق/أخضر قوي. غالبًا ما تُوجد في الأماكن التي وصلت إلى مرحلة متأخرة من الأكسدة في النحاس. يشيع وجود كبريتات النحاس المميأة في المناطق الجافة الجرداء بسبب قابليتها للذوبان في الماء بسهولة.